# Рябых, Андрей Митрофанович
Андрей Митрофанович Рябых (16 мая 1982, Воронеж, СССР) — российский футболист, полузащитник.

## Карьера

### Клубная
Воспитанник школы волгоградского футбола. Выступал за команду «Олимпия» под руководством Леонида Слуцкого, в составе которой выиграл в 1999 году кубок КФК. В 2000 году дебютировал в основном составе клуба во Втором дивизионе России, зоне «Поволжье». В 2002 году стал лучшим бомбардиром чемпионата в зоне, забив 14 мячей, благодаря чему получил предложение от «Уралана». В 2004 его пригласили в киевский «Арсенал», и Андрей подписал контракт. Однако он не закрепился в составе клуба — сыграл очень мало матчей и отличился всего один раз, после чего покинул команду. Ввиду ухудшения игрового состояния не смог выйти на прежний уровень. Завершил профессиональную карьеру в 2007 году в латвийском «Динабурге». По мнению Леонида Слуцкого, причинами таких неудач стали отсутствие характера и способностей преодолевать трудности на поле.
В 2021 году — детский тренер в команде «Олимпия» (группа игроков 2011 года рождения, набранная им 5 годами ранее).

### В сборной
В составе сборной России, составленной из футболистов 1982 года рождения, выступал на чемпионате Европы в Чехии в 1999 году. Один из тренеров той сборной Александр Пискарёв очень высоко отзывался о Рябых, считая его лучшим игроком команды.

## Личная жизнь
Женат, есть двое детей.